# 浙江金华驾车撞人事件
2025年4月22日下午5时45分左右，中华人民共和国浙江省金华市苏孟乡中心小学门口发生了车辆冲撞攻击事件。事发时，有人驾驶银色私家车在放学时间冲撞行人。

## 背景
苏孟乡中心小学截止至2025年共有17个班级，学生约649人，在职教职工47人。

## 袭击
当日下午5:45左右，正值小学放学期间，一辆悬挂金华本地车牌的银色轿车在苏孟乡中心小学门口以极快的速度冲撞人群，过程中未曾减速。多名行人被撞倒在地，有些人则被压在车下，现场有目击者围在汽车周围试图救出伤者，也有目击者不断敲打车窗。警方随后封锁学校周边道路，限制通行。网传信息有十余人死亡，但未经官方证实。

## 反应
事后有人联系当地警方、医院、政府及教育局，相关工作人员推诿或拒绝讨论案件细节，要求等待官方通报。关于该事件相关的报道、视频多数被封锁或删除，微博上只剩零星贴文。